# 拉帕尔马 (巴拿马)
拉帕尔马，巴拿马东部城市，位于图伊拉河河口处，滨临圣米格尔湾。拉帕尔马是达连省首府。总人口18,634（2010年）。拉帕尔马虽是省会，但该城仅有一条街道。